# Mubi North
Mubi North es una localidad del estado de Adamawa, en Nigeria, con una población estimada en marzo de 2016 de 202 500 habitantes.
Se encuentra ubicada al este del país, junto a la frontera con Camerún.